# Canavieira
Canavieira este un oraș în Piauí (PI), Brazilia.